# Foghat
Foghat é uma banda de rock britânica formada em 1971.
Teve o auge de seu sucesso na segunda metade da década de 1970. Seu estilo pode ser descrito como blues-rock, dominados por guitarras e guitarras slide. A banda conseguiu cinco discos de ouro, e conseguiu se manter popular durante a era da música disco; a popularidade do grupo, no entanto, entrou em declínio no início dos anos 80.

## História
A banda contava inicialmente com Dave Peverett ("Lonesome Dave") na guitarra e vocal, Tony Stevens no baixo e Roger Earl na bateria. Após os três saírem do Savoy Brown em dezembro de 1970, Rod Price foi chamado para a guitarra e a guitarra slide, e o Foghat foi formado oficialmente em janeiro de 1971.
Seu álbum de 1972, Foghat, foi produzido por Dave Edmunds, e tinha um cover de "I Just Want to Make Love to You", de Willie Dixon, que foi muito tocada nas estações de rádio FM da época.
O segundo álbum da banda, também chamado Foghat (porém mais conhecido como Rock and Roll por sua capa que mostrava uma pedra, rock, e um pãozinho, roll), chegou a obter um disco de ouro.
O álbum seguinte, Energized, saiu em 1974, seguido por Rock and Roll Outlaws e Fool for the City em 1975, ano em que Stevens abandonou a banda, após se opor ao ritmo incessante das turnês, e foi substituído temporariamente por Craig MacGregor. Ainda com McGregor, o grupo produziu Night Shift em 1976, um álbum ao vivo em 1977, e Stone Blue em 1978, todos obtendo igualmente discos de ouro. Fool for the City continha o sucesso "Slow Ride", que chegou ao 20.º lugar das paradas americanas, porém as maiores vendagens da banda foram registradas com Foghat Live, o álbum ao vivo, que ultrapassou a cifra de duas milhões de cópias. Novos sucessos vieram: "Drivin' Wheel", "I Just Want to Make Love to You" (do álbum ao vivo), "Stone Blue" e "Third Time Lucky (The First Time I Was a Fool)". Rod Price, no entanto, igualmente infeliz com o ritmo alucinante da banda e com sua mudança do antigo som boogie rumo a uma direção mais pop, influenciada pelo new wave da época, deixou a banda em novembro de 1980. Após meses de audições com diferentes músicos, foi substituído em fevereiro do ano seguinte por Erik Cartwright em fevereiro de 1981.
Em 1978 as vendas da banda começaram a declinar, e o seu último álbum pela gravadora Bearsville, Zig-Zag Walk, lançado em 1983, só conseguiu entrar nas paradas na posição 192. MacGregor deixou a banda em 1982 e Nick Jameson retornou para tocar em In the Mood For Something Rude e Zig Zag Walk, antes de deixar a liderança do grupo nas mãos de Kenny Aaronson (1983) e, posteriormente, Rob Alter (1983-1984). MacGregor retornou em 1984, trazendo consigo o multi-instrumentista Jason "Bakko" Bakken.
Depois que Dave Peverett deixou a banda em 1984 e voltou à Inglaterra, o grupo se separou. Earl, no entanto, juntamente com MacGregor e Cartwright, juntaram-se novamente em 1986, com um novo cantor e vocalista, Eric (E. J.) Burgeson, e continuaram a fazer turnês com o nome de Foghat até o início da década de 1990. MacGregor (1986-1987, 1991), o irmão de Eric, Brett Cartwright (1987, 1988-1989, 1992) e Jeff Howell (1987-1988, 1989-1991, 1992) se alternaram no baixo durante este período, e Phil Nudelman (1989-1990) e depois Billy Davis (1990-1993) assumiram o lugar de Burgeson. Dave Crigger também tocou baixo entre 1992-1993.
O próprio Lonesome Dave retornou aos Estados Unidos em 1990 e formou seu próprio Lonesome Dave's Foghat, com Bryan Bassett (ex-Wild Cherry), Stephen Dees e Eddie Zyne, no baixo e na bateria respectivamente, ambos ex-Hall and Oates, entre outros. Riff West, ex-baixista do Molly Hatchet, substituiu Dees depois de 1991, com aparições ocasionais de Rod Price.
Em 1993, a pedido do produtor Rick Rubin, a formação original se reuniu. Embora Rubin eventualmente revelasse não ter disponibilidade para produzir seu álbum de retorno. Return of the Boogie Men ("O retorno do bicho-papão") foi lançado em 1994, e um álbum ao vivo intitulado Road Cases foi lançado em 1998. O último álbum da banda na década, King Biscuit Flower Hour, foi lançado em maio de 1999, e consistiu de gravações ao vivo do período 1974-76.
Depois de se juntado novamente por seis anos, a formação original voltou a se dissolver, após Price decidir se aposentar de vez das turnês. Bryan Bassett, que havia tocado com o Molly Hatchet neste meio tempo, voltou para assumir as guitarras.
Durante a década de 2000 dois membros originais, Dave Peverett e Rod Price, morreram; Peverett em 7 de fevereiro de 2000, de câncer, e Price em 22 de março de 2005. Tony Stevens foi substituído por Craig MacGregor a partir de 2005, e em 2006 uma seqüência ao álbum ao vivo foi lançada - Live II.
Em 2004, o Foghat teve seu sucesso "Slow Ride" presente no game Grand Theft Auto: San Andreas, onde pode ser ouvida na rádio fictícia K-DST. Mais tarde, em 2007, a música também esteve presente no game Guitar Hero III: Legends of Rock, no qual é a primeira música do jogo e recentemente em 2011 a música está presente na trilha sonora da sétima temporada da série Supernatural, da Warner Bros.
Em 9 de fevereiro de 2018, o baixista Craic MacGregor morreu aos 68 anos de idade após uma longa batalha contra um câncer no pulmão.
Em novembro de 2023, chega o 17.º álbum de estúdio, Sonic Mojo, primeiro lançamento em sete anos. O primeiro single foi “Drivin’ On”. Em outubro de 2023, sai o videoclipe do single "I Don’t Appreciate You". Em junho de 2024, lançam o vídeo ao vivo da faixa "Black Days & Blue Nights".
Em outubro de 2024, lançam uma nova música em homenagem ao vocalista e guitarrista original, “Lonesome” Dave Peverett, denominada "On Tonsils and Sneakers", que faz referência a famosa introdução do cantor nas apresentações da banda.